# Neodyschirius
Neodyschirius is een geslacht van kevers uit de familie van de loopkevers (Carabidae). De wetenschappelijke naam van het geslacht is voor het eerst geldig gepubliceerd in 1954 door Kult.

## Soorten
Het geslacht Neodyschirius is monotypisch en omvat slechts de volgende soort:
- Neodyschirius cruciatus (Burgeon, 1935)